# Mirjam Ott
Pour les articles homonymes, voir Ott.
Mirjam Ott est une joueuse suisse de curling née le 27 janvier 1972 à Berne. Elle a été médaillée d'argent aux Jeux olympiques de Salt Lake City et aux Jeux olympiques de Turin.

## Carrière en curling
Son premier succès significatif fut sa victoire aux Championnats d'Europe en 1996 à Copenhague. En 2001, elle finit à la troisième place des Championnats d'Europe. En 2002, à Salt Lake City durant les Jeux olympiques, elle fait partie de l'équipe suisse menée par Luzia Ebnöther et remporte la médaille d'argent. 
Aux Championnats d'Europe 2004 à Sofia et 2005 à Garmisch-Partenkirchen, elle termine sur la 2e place du podium. Les deux fois, elle est battue par l'équipe suédoise d'Anette Norberg. En dehors de ses succès internationaux, elle a été à deux reprises championne de Suisse (1997, 2004). 
En tant que skip (capitaine) de l'équipe suisse féminine aux Jeux olympiques de Turin aux côtés de Michele Moser, Valeria Spaelty et Binia Beeli, Mirjam Ott a mené l'équipe jusqu'en finale où elle s'est inclinée face à la Suède. Elle obtient ainsi l'argent pour la deuxième fois aux Jeux olympiques.
Quatrième aux Jeux olympiques de 2010 puis à ceux de ceux de 2014, Mirjam Ott devient la première curleuse à participer à quatre éditions des Jeux olympiques. Elle annonce sa retraite sportive le 22 mai 2014.

## Palmarès

### Jeux olympiques
- Vice-championne olympiques lors des Jeux olympiques de 2006 à Turin. ( Italie)
- Vice-championne olympiques lors des Jeux olympiques de 2002 à Salt Lake City. ( États-Unis)

### Championnats du monde
- Championne du monde lors du Championnats du monde 2012 à Lethbridge. ( Canada)
- Médaillée de bronze mondial lors du Championnats du monde 2008 à Vernon. ( Canada)

### Championnats d'Europe
- Médaillée de bronze européenne lors du Championnats d'Europe 2013 à Stavanger. ( Norvège)
- Médaillée de bronze européenne lors du Championnats d'Europe 2010 à Champéry. ( Suisse)
- Vice-championne d'Europe lors du Championnats d'Europe 2009 à Aberdeen. ( Écosse)
- Championne d'Europe lors du Championnats d'Europe 2008 à Örnsköldsvik. ( Suède)
- Médaillée de bronze européenne lors du Championnats d'Europe 2006 à Bâle. ( Suisse)
- Vice-championne d'Europe lors du Championnats d'Europe 2005 à Garmisch-Partenkirchen. ( Allemagne)
- Vice-championne d'Europe lors du Championnats d'Europe 2004 à Sofia. ( Bulgarie)
- Médaillée de bronze européenne lors du Championnats d'Europe 2001 à Vierumäki. ( Finlande)
- Championne d'Europe lors du Championnats d'Europe 1996 à Copenhague. ( Danemark)

## Activités professionnelles
Pendant sa carrière, elle vit à Flims et joue dans le club du village. Avec sa coéquipière Binia Beeli, elle gère une agence qui organise des tournois et des événements liés au curling. Après sa retraite sportive, elle devient entraîneur de l'équipe féminine de Baden.